# Собор (роман, Гончар)
«Собор» — роман українського письменника Олеся Гончара, один із найвідоміших та найвизначніших його творів. Написаний та вперше надрукований у часописі «Вітчизна» у 1968 році. Літературні критики часто описують твір як «роман-застереження».
Протягом майже 20 років роман замовчувався прорадянською літературною критикою, що трактувала «Собор» як творчу невдачу, порівнюючи його із іншими творами письменника, зокрема «Прапороносці», «Людина і зброя».
Ця книга занесена до списку «1001 книга, які ти повинен прочитати, перш ніж померти».

## Історія написання
Олесь Гончар працював над романом протягом чотирьох років: 1963–1967.
«Собор» можна вважати романом-попередженням перед загрозливим наростанням ряду тенденцій моральної деградації суспільства всередині шістдесятих років. Відповідаючи на запитання, що його наштовхнуло на створення цієї книги, письменник сказав:

| Хотілося сказати слово на захист того, що було виплекане творчим генієм народу. Було бажання також сказати і про такі негативні явища, як пустодзвонство, кар'єризм, нехтування народною мораллю[5]. |
У творі Олесь Гончар використав за основу реальні події та факти: Прототипом Зачіплянки стало приміське селище на Дніпропетровщині, де минули життя та творчість письменника.
У Титані можна побачити монумент Прометею, після революції відлитий і встановлений у Кам'янському.

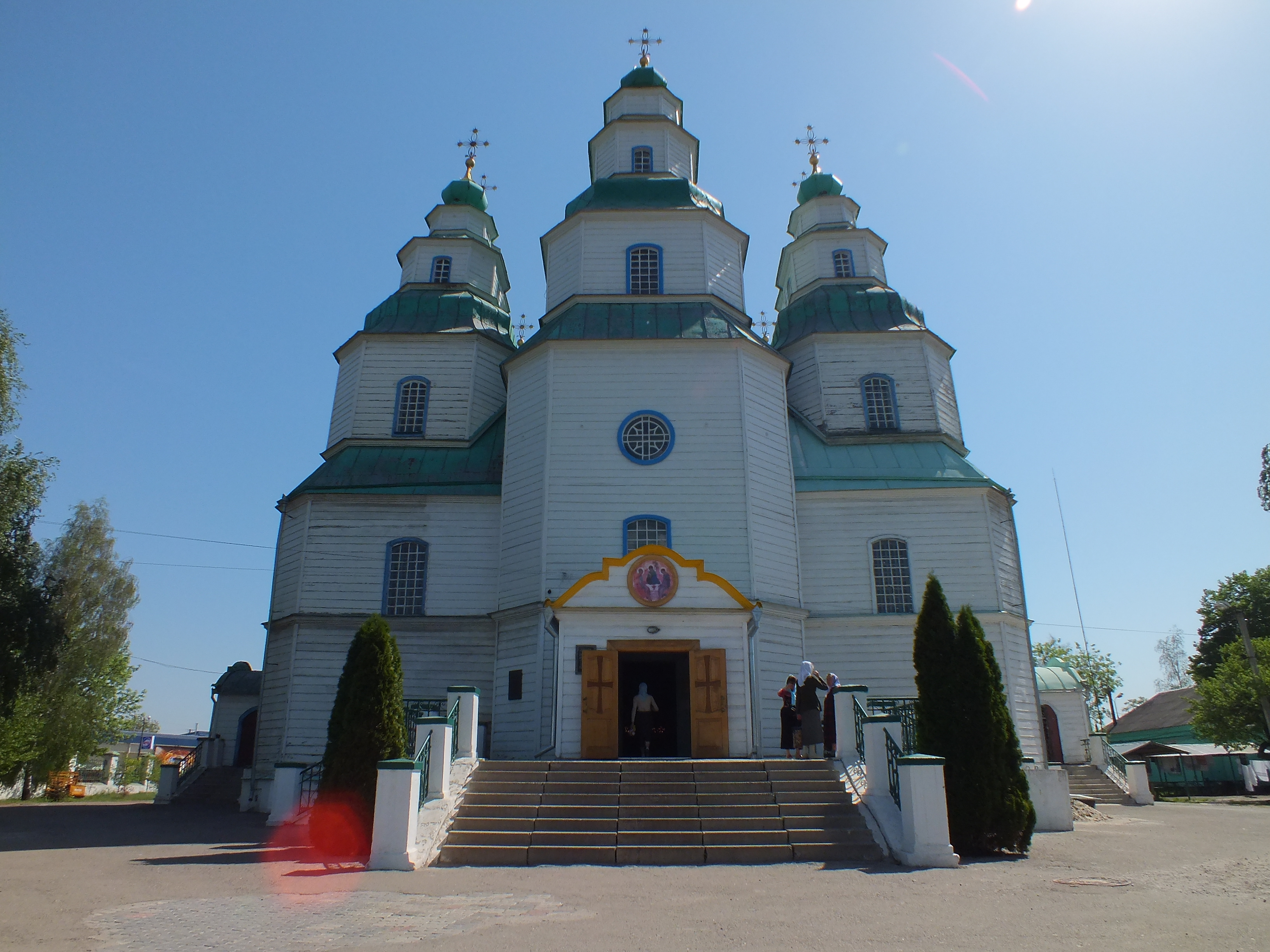
Свято-Троїцький собор у Самарі

Собор, зображений у романі, мабуть, найбільше схожий до козацької дерев'яної церкви у Самарі, яку, за легендою, в одну ніч побачив і зробив її макет із комишин Яків Погребняк із Нової Водолаги. Також прототипом міг служити Дніпропетровський собор, споруджений приблизно в ті самі роки.
Місцевість Скарбне згадана в романі мала прототип річку Скарбну на Нікопольщині, де на острові козаки Старої Січі ховали свої гроші.

## Історія публікацій
Вперше вийшов у січневому номері журналу «Вітчизна» 1968 року. Того самого року двічі друкувався у видавництвах «Дніпро» та «Радянський письменник». Того самого року до друку було підготовлено також і російський переклад роману, що мав вийти на сторінках журналу «Дружба народов», проте згодом журнал відмовився від публікації роману.
Після цього твір до 1987 року не видавався через те, що був розкритикований і не імпонував радянському керівництву, свідомо замовчувався, хоча і не був офіційно вилучений із бібліотек. Окрім того, від письменника вимагали переробити роман, на що Олесь Гончар не погодився, не зважаючи на погрози другого секретаря ЦК КПУ Олександра Ляшка, а також першого секретаря Володимира Щербицього та інших керманичів совєцької України Віталія Федорчука, Олексія Ватченка, Івана Грушецького та Віктор Добрика. Самого автора Петро Шелест намагався заарештувати, проте Голова Президії Верховної Ради СРСР Микола Підгорний не погодився:
| ... не робіть дурниць, не ганьбіть Україну! [6] |
Багато читачів до Олеся Гончара, навіть у часи замовчування та різкої критики, висловлювали свої слова захоплення романом та подяки автору.
Знову роман вдалося надрукувати весною 1987-го року в російському перекладі в московській газеті «Роман-газета». Цього самого року «Собор» вийшов в оригіналі у складі семитомного видання творів Олеся Гончара.
У 1989 році твір було видано окремою книгою видавництвом «Дніпро» (редактор Н. М. Кравченко) тиражем 300 тисяч примірників.

## Композиція
Композиція роману не відзначається складною побудовою чи карколомними сюжетами. Більшу увагу автор приділяє розкриттю внутрішнього світу героїв, їхньої життєвої позиції. Літературознавець Г. Вервес зазначає:
| Свій естетичний задум Гончар реалізує як поет, хоч і пише прозою; художня типізація реально існуючого світу відбувається за законами лірико-поетичного осяяння в процесів саморозкриття думок і настроїв героя[7]. |
У романі обмежена кількість осіб, зображені події не є винятковими. У творі зображено життєві будні робітничого селища над Дніпром — Зачіплянки, яка і є головним об'єктом зображення, а також Єльчине село Вовчуги, мальовниче Скарбне, береги Дніпра, заводи у великому місті.
Обмежені також часові рамки подій: вони відбуваються протягом одного літа.
У романі є вставні розповіді-новели «Чорне вогнище» і «Бхілайське вогнище». Перша новела розповідає про визначного українського вченого-історика Дмитра Яворницького, який не допустив осквернення храму махновцями в період Української революції. Друга новела про перебування одного із персонажів твору Івана Баглая в Індії, про дружбу і взаєморозуміння українського та індійського народів.
У сюжетну тканину вплітаються авторські розповіді про Єльчине минуле, про її біди й поневіряння, про життєві шляхи інших героїв.
Роман також містить багато відступів-розповідей про духовні й моральні цінності, про історичну долю пам'яток культури, які у творі гордо репрезентує збудований у 17 столітті козаками-запорожцями храм.
У творі багато описів селища Зачіплянки, собору, Скарбного та інших сіл і місцевостей.

## Персонажі
Персонажів роману можна умовно поділити на дві групи, відповідно до їх діяльності і характеру: ті, хто бореться за збереження «соборів душ» (Микола Баглай, Роман Орляченко, Іван Баглай, Єлька, Ізот Лобода, Ягор Катратий, Шпачиха, Вірунька, Хома Романович, Костя-танкіст, Яворницький) та ті, хто є осквернителями світлого й чистого, святого і чесного (Володька Лобода, Семен Таратута, «браконьєри-юшкоїди», бригадир, бандити з гуляйпільських степів, ресторанні гульвіси та повії).
Головна сюжетна лінія роману пов'язана з собором. Собор є центральним образом, епіцентром подій, що розгортаються навколо. Його можна назвати головним персонажем роману[джерело?].

### Микола Баглай
Микола Баглай — студент-металург, один із головних персонажів твору, виступає пристрасним поборником правди, шукачем ідеалу моральної та духовної краси.
Микола закоханий у свої рідні місця, у людей, що проживають там, природу, у собор, який уособлює все величне й прекрасне, що єднає його з минулим й прийдешнім. Це ідеалістичний образ поета, мрійника.
Він народився під час війни у окопі. Перше, що він бачив і чув, це жахи війни, вибухи бомб. З дитинства був сиротою, його батько загинув на війні, так що Микола його не застав. Хлопець мав нелегке повоєнне дитинство. Потім навчався у школі, працював на металургійному заводі і вчився у інституті.
Микола Баглай мав загострене почуття справедливості, бажання бачити світ кращим, ніж він є насправді, чистим і прекрасним. Юнак вболіває за чистоту свого рідного краю, Зачіплянки, Дніпра. Він врешті поставив мету — сконструювати очищувальну систему, котра запобігатиме забрудненню повітря заводськими димами.
У суперечці з технократом і прагматиком Геннадієм Микола переконує, що саме духовне і визначає людину, сенс її життя:
| Можна прожити і без собору, і без пісні, і без Рафаеля. Без усього можна, на чому висять охоронні таблиці і на чому їх нема. Можна "Анну Кареніну" читати в екстракті, на півтори сторінки тексту. Але чи залишилися би ми тоді у повному розумінні слова людьми? Чи не стали б просто юшкоїдами, пожирачами шашликів? Тяглом історії? [8] |
І коли Геннадій говорить про можливу всепланетну катастрофу в ядерну добу, Баглай у відповідь каже:
| І якщо вже говорити про безсмертя, то мистецтво стоїть до нього найближче |
і
| ... мистецтво — це невигубний слід людства, його злети, його верхогір'я, над яким панує дух перемоги над смертю, дух незнищенності[9]. |
У розмові з Єлькою він висміює «різні так звані колгоспні» та «робітничі» романи, що діляться з суворістю кастовою — один від шелюгівської ферми й до собору, а другий — від собору, де зона міста починається, і вже до самої домни: іншому героєві сюди зась, вхід заборонений…"
Микола Баглай є юнаком-ідеалістом, тому він нетерпимий до осквернителів усього святого: браконьєрів, «юшкоїдів», руйначів історичних пам'яток, «батькопродавців».
Він намагається віднайти оту спадщину віків, що живить наш дух, сприяє збереженню національної свідомості.
У своїх почуттях до Єльки Микола — теж чистий і прекрасний, вважаючи кохання «найсонячнішим» з усіх почуттів. Саме кохання допомагає Миколі Баглаю у боротьбі зі смертю, коли він захищає собор. Можливо, що він зі своєю лицарською шляхетністю є одним із небагатьох «дон-кіхотів» свого часу. Лобода-молодший так висловився про нього:
| Він ще відчує, на кого замахнувся...[11] |

### Єлька (Олена Чечіль)
Єлька (Олена) Чечіль — кохана Миколи Баглая — цікавий характер, драматична людська доля. Її біографія чимось схожа на Миколину, але життя її ще заплутаніше. Вона також народилася у час війни. Її батько був простий солдат, якого Єлька ніколи не знала. Невдовзі померла і її мати, вона залишилася жити сама, після чого залишила школу і подалася на ферму. Проте, не зважаючи на всі ці життєві обставини, вона мріяла про високе й прекрасне кохання, прагнула вчитися, перечитала всю класику, яку могла знайти у бідній сільській бібліотеці.
Єлька мала незвичайну вроду, проте спочатку вона довго не могла знайти свого кохання. Одного разу у їхнє село завітав лектор, який прочитав селянам лекцію про кохання. Йому сподобалася Єлька і він захотів зав'язати з нею розмову, проте дівчина подумки казала:
| Ну навіщо ти так кричиш? Хіба можна так... про кохання? [12] |
Для Єльки смішним, нікчемним виявився і залицяльник-механізатор, який був типовим продуктом соціальної деформації, обивательсько-споживницького характеру, національного нігілізму. Його добре характеризує лист, написаний дівчині з армії:
| Січас служить какось непривично, трудно звикать, що тобою командують, та все привикнецця, пайка хватає, наїдаюсь полностью, так що на здоров'я не скаржуся, плюс до цього ще й режим, і фіззарядка теж здоров'я дасть[13]. |
У житті Єльки були розчарування в людях, падіння біля собору під час поїздки по комбікорм і гірке каяття, ненависть до бригадира — винуватця дівочого безчестя, потім безпаспортне життя в селі в одинокого дядька Ягора Катратого. Була також спроба вийти заміж за нелюба Володьку Лободу. І порятунок дівчині змогло принести лише кохання до Миколи Баглая, ніжне й самозречене, засноване на взаєморозумінні, на спорідненні сердець.
Образ сільської дівчини Єльки — велике творче досягнення автора.

### Ягор Катратий
По-своєму трагічна доля Єльчиного дядька Ягора Катратого, неблагонадійного через своє «махновське» минуле. Дядько Ягор був єдиним близьким родичем Єльки, які у неї зосталися. Свого часу Ягора хотіли звільнити з заводу в ході одної з «чисток», проте обермайстер Ізот Лобода заступився за нього, і з того часу між ними зав'язалась щира дружба.

### Ізот Лобода
В образі спадкового сталевара Ізота Івановича Лободи уособлюється дух народного патріотизму, козацької вольності, незнищенності світлих вікових традицій, єдність людини з природою, з землею, де народився.
Ізот Лобода — це не просто трагічний образ зрадженого рідним сином отця, сучасного «батька Горіо». Старий Лобода — сама мудрість віків, героїчна й трагічна історія, народний гнів і вселюдський протест проти оскверніння й руйнування народних багатств.
У минулому Ізот Лобода брав участь у громадянській війні, воюючи проти гуляйпільців, хоча згодом сам дуже сильно подружився із Ягором Катратим — колишнім махновцем. Згодом став уславленим сталеваром республіки, втратив на фронтах Другої світової війни двох синів.
Батька невдовзі його єдиний люблячий син відправив у будинок металургів, де той мав би доживати віку. І хоч Володимир Лобода вважав це благородним вчинком, адже умови у тому будинку металургів були просто прекрасними, Старий не міг простити цього синові. Він не хоче приймати дарунків, відвідин, всякої формальної уваги. Йому радше прагнулося повернутися до рідної Зачіплянки, провести час із старим другом Ягором Катратим.
До сина він звертався як до найбільшого ворога, і коли той приїхав провідати його, старий люто казав:
| То все, мовляв, собори валяти збиравсь, а це вже підлазить, як би плавні затопить, щоб і звідти батька на старість зігнати!..[14] |
І хоч він сварив і проклинав сина, та все ж сподівався, що Володька приїде до нього і кожного дня виходив до дороги, чекаючи його.
Ізот Лобода — знавець рослинного світу, він розуміє цілющі властивості трав і всякого зілля.

### Володька Лобода
Володька Лобода — невдячний і недостойний син чесного трудівника Ізота Івановича.
Це цікавий, оригінальний характер. На перший погляд, він навіть викликає симпатію. Володька свій хлопець, друзяка, не цурається земляків, ладен їм допомогти, поспівчувати, простий і товариський у поводженні, сумлінний та ініціативний на службі, вважає себе зразковим сином. Проте сам автор всі ці риси характеру показує у іронічному тоні, особливо що стосується ініціативності персонажа.
У свій час цей висуванець із робітничого середовища запропонував «геніальну» ідею — щоб не витрачати кошти на ремонт старовинного собору, взяти споруду у риштовання. Згодом у висуванця постала інша мрія — завдяки зруйнуванню собору нажити собі кар'єру. На місці національної святині цей «ініціатор» прагне збудувати критий ринок і шашличну, тим самим сподівається завоювати симпатію та прихильність у місцевого населення.
Володька Лобода — типовий образ руйнівника того часу — він умілий пристосуванець, котрий ладен будь-що догодити вищим ешелонам влади, незалежно від того, який треба буде зробити крок — нищення чи творення.
Життєве кредо Володимира Лободи — вміло служити власним далекосяжним кар'єристським цілям, чинодерським інтересам, вгадування волі вищих чиновників. Такі люди тонко відчувають вимоги часу, моду на нове і обов'язково мають продемонструвати свою першість, сміливі ідеї, прогресивність, швидко зорієнтувавшись на нову хвилю.
Молодший Лобода, як представник певного рівня влади, завжди прагнув демонструвати свою єдність з трудовим простим народом. Він навіть висловився з цього приводу:
| Не думайте, що я відірвався, чорним був, чорним і зостануся, — себто металургом[15]. |
Насправді ж інтереси людей були абсолютно байдужі йому і таким як він узагалі. Йому було начхати, як оцінять його черговий «винахід» низи, проте небайдужою була думка вищих партійних босів. Захоплюючись красою собору, усвідомлюючи неоціненну велич цієї історичної пам'ятки, Лобода в той же час задався метою зруйнувати споруду, заробивши на цьому політичний капітал.
Хоч і Володимир Ізотович Лобода вважався повсюдно людиною освіченою і розумною, у душі він ненавидів людей, інтелектуально вищих за нього, усвідомлюючи їхню небезпеку для свого клану. Зокрема його турбує середовище письменників, у якому, мовляв, пишуть «про соцреалізм не дуже щось, більше про гуманізм…». Цей чиновник шукатиме привід відомстити Миколі, а з учителем Хомою Романовичем повністю розкриває єство не тільки власне, а й системи, що виплекала таку рать:
| Бачу тепер, що рано вас реабілітували! Рано! Ото маєте арифметику, то й занишкніть, якщо не хочете в тундрі вдруге загоряти[18]. |
Упродовж всього роману можна спостерігати духовну деградацію героя. Олег Бабишкін, літературознавець, стверджує: «історія духовної деградації цього персонажа печальна і повчальна»
Володька Лобода — велике творче досягнення Олеся Гончара. Саме цей персонаж найбільше обурив усіх партійних можновладців, котрі впізнавали у висуванцеві себе.

## Проблематика
Головний конфлікт твору — зіткнення високої духовності, людяності, правди з облудним фарисейством чиновників, кар'єристів і бюрократів; боротьба світлих сил народу за збереження свого національного коріння, історичної пам'яті, істинний гуманізм.
Основна проблема роману — проблема історичної пам'яті народу, є давньою і традиційною у творах як української, так і світової класики. Вона пов'язана і з назвою роману — одухотвореним образом, яких так багато в літературі. У Тараса Шевченка такий образ втілений теж у назвах поем, наприклад: «Великий льох», «Холодний Яр», «Розрита могила». Серед світових класиків також відомі такі образи — «Собор Паризької Богоматері» Віктора Гюго, «Пармський монастир» Стендаля тощо.
Порушуючи проблему історичної пам'яті, Олесь Гончар у своєму романі звертається до часів героїчної козаччини, славить народних витязів давнього і недавнього минулого. Зокрема у романі розповідається про мужнього і нескореного царями кошового отамана Запорозької Січі Петра Калнишевського, про героїчну дівчину-підпільницю та ще багато інших героїчних постатей з минулого. У «Соборі» автор засуджує, як і в «Людині і зброї», «Прапороносцях», фізичну і духовну руйнацію.
З проблемою історичної пам'яті органічно пов'язана й інша — потреба «собору душ», тобто духовної і моральної краси, особистої причетності людини до історичного буття свого народу, прагнення до суспільної гармонії і взаємоповаги.
Автор показує мешканців Зачіплянки у переважній більшості своїй щирими й сердечними людьми, прямими і відвертими, чесними роботягами-трударями, не байдужими до майбутнього своєї землі, до краси собору.
Серед інших, не менш важливих проблем, висвітлених у творі, чільне місце посідає екологічна, проблема охорони природи. У творі висловлюється тривога за майбутнє людини, яку може чекати непередбачуване через надмірну експлуатацію природних надр. Про це розмірковує персонаж твору, юнак-архітектор, він висловлює свою надію:
| Буде чистота, буде впорядкованість, буде бездимність, будуть росяні троянди в цехах, білосніжно квітуватимуть вишні на подвір'ях заводів... Естетика прийдешності, не може ж вона не прийти...[20] |

## Символи у романі
У «Соборі» можна назвати кілька образних явищ, що виростають до рівня символу — козацький собор, урочище Скарбне, монумент Титану тощо.
Окрім того, Михайло Наєнко, автор статті про творчу спадщину Олеся Гончара в цілому «Життя в мистецтво перейшло…» вважає найвражаючим серед символічних образів «лободизм».
| Похідний від персонажа твору Володьки Лободи, він бив у саму точку існуючого диктатурного режиму, бо поєднував властиві йому службове висуванство, владолюбство, посягання на свободу людську і багато інших суспільних аморальностей[21]. |
Серед усіх суспільних аморальностей автор статті найнебезпечнішим вважає «батькопродавство», яке «вело до руйнувань самих основ життя».

### Образ собору
У романі Олеся Гончара собор безпосередньо впливає на хід подій, є не просто історичним пам'ятником, а виступає символом культурних цінностей народу, духовної єдності поколінь, незнищенності народної пам'яті. Собор встояв і під час більшовицьких руйнацій. Воєнком, який під час наступу радянських військ командував дивізійною артилерією, згадував, що він, тоді ще зовсім молодий офіцер, відчуваючи неймовірну повагу до цієї святині, намагався будь-що зберегти витвір людського генія від мимовільного руйнування снарядами.
Собор у романі — це єдність поколінь, минулого і сучасного, історична пам'ять народу, яка не має права на загибель. Собор наче виразніше окреслює минуле, діла чорні і праведні, добро і зло, руйначів і будівників.
Як уособлення вселюдської краси, духовного багатства й величі, собор наче докоряє Єльці за її мимовільне падіння і ганьбу.
Знищення собору призведе до знищення людської гідності, а також усієї історії культури українського народу.

## Оцінка критики

### Радянська критика
Критика спочатку зустріла новий роман Олеся Гончара кількома схвальними статтями, в яких відзначалася передовсім гостра актуальність твору. Зокрема прихильниками були Дмитро Гринько, С. Шаховський, Леонід Новиченко, М. Малиновська.
Перша негативна оцінка «Собору» була здійснена Олексієм Ватченком — першим секретарем Дніпропетровського обкому партії. У Дніпропетровську йшов поголос про те, що партійний начальник області, як і Лобода, здав свого батька у будинок для старих. У цьому Ватченко вбачав зумисно наведену автором аналогію, хоча персонаж не мав конкретного прототипу.
О. Ватченко запримітив у романі «очорнення радянської влади», наклеп «на людей праці» — «чудових радянських трудівників», а також «замилування старовиною». Фактично, секретар ініціював «травлю» роману
Згодом у дніпропетровській газеті «Зоря» з'являється стаття кандидата філософських наук І. Мороза «Собор, революція та ідейність» (1968, 7 квітня), у якій автор продовжує ганьбити роман. Були організовані численні виступи студентів, робітників, колгоспників, службовців.
У «Радянській Україні» 26 квітня 1968 року було опубліковано статтю невідомих авторів, які сховалися під псевдонімами Юрчук та Лебедченко «Перед лицем дійсності», де була висловлена негативна оцінка творові.
Роман офіційна критика вважала творчою невдачею автора, зважаючи на його літературний авторитет.
Свою позицію також висловив і директор інституту літератури імені Тараса Григоровича Шевченка М. Шамота у своїй статті під назвою «Реалізм і почуття історії» («Радянська Україна», 1968, 16 травня). Академік писав:
| Якщо судити про «Собор» за великим рахунком, гідним такого письменника, як його автор, то треба визнати, що реалізм тут не посилюється, а послаблюється… Письменник найбільше дбає про те, щоб показати грубу прозу, одноманітну буденність життя, виснажливість праці в місті й селі… |
31 травня 1968 року у неофіційній обстановці відбулася зустріч Олеся Гончара і ще кількох письменників з Петром Шелестом. Микола Бажан, Леонід Новиченко, Павло Загребельний стали на захист «Собору»[джерело?].
Проте «антисоборна» кампанія продовжувалася, тим більше, що до неї підключилися й деякі московські видання, зокрема стаття М. Федя в «Известиях».
Через таку гостру критику, роман довго замовчувався і впродовж майже 20 років не видавався.
З тих часів навіть зберігся анонімний вірш:
| Бувають різні точки зору, Та реалізму суть ясна: Це шамотіння круг «Собору» Є гавкіт моськи на слона |
Проте уже з початком горбачовської відлиги про твір починають з'являтися позитивні статті літературних критиків. Зокрема Євген Сверстюк назвав твір «далеко не пересічним, у якому автор ставить більш чи менш істотні проблеми і пробує вирішити їх на рівні „середнього читача“».
| Ні, тут автор бере з уст народу те, що наболіло затверділим болем, а проблеми постають самі собою і чекають нашого розуму і рук... Це літературна спроба реставрації справедливості, гласності, громадської думки, і він, безперечно, ввійде в історію як один з найгуманніших творів[24]. |
Іван Бокий назвав роман «закономірною, послідовною сходинкою у пізнанні зловісної епохи облуди й лицемірства»

### Лист творчої молоді м. Дніпропетровська
Нищівна кампанія проти роману Олеся Гончара «Собор» у Дніпропетровську стала своєрідним каталізатором дисидентського руху в регіоні. Ті, хто захищав роман та висловлював обурення проти цькування Олеся Гончара, були звільнені з роботи, вигнані з університетів та отримали партійні стягнення. На знак протесту представники патріотичної інтелігенції міста в серпні 1968 року вирішили написати лист-протест в органи влади в Києві, який став відомий як Лист творчої молоді м. Дніпропетровська.
Автори «Листа» — поет Іван Сокульський та журналіст Михайло Скорик — звернулися до ЦК КПУ, описавши ситуацію, що склалася на Дніпропетровщині у зв'язку з боротьбою проти "идейно порочного, антисоветского, националистического романа «Собор». Сам лист розповсюджувався як анонімний.
Документ адресувався голові Ради міністрів УРСР Володимиру Щербицькому, кандидатові в члени Політбюро ЦК КПУ Федору Овчаренку та секретареві Спілки письменників України Дмитру Павличку. У тексті зазначено, що низка патріотичних громадян звинувачені в «українському буржуазному націоналізмі» і виключені з партії, комсомолу, звільнені з роботи за підтримку роману «Собор», наведено приклади нищення пам'яток української культури Придніпров'я та безкарного українофобства.
«Лист» був передрукований у ньюйоркському «Віснику», канадській газеті «Українські вісті», мюнхенському журналі «Сучасність», звучав по радіо «Свобода». Після оприлюднення за кордоном, авторами «Листа» зацікавилося КДБ УРСР. Проти авторів та розповсюджувачів листа порушили кримінальну справу, відбувся судовий процес, учасники якого були засуджені на різні терміни ув'язнення.

### Ставлення Олеся Гончара до критики «Собору»
«Щоденник» письменника, виданий «Веселкою» у 2002—2004 роках, дає змогу простежити за рефлексіями Олеся Гончара з приводу ситуації навколо «Собору». Одразу ж після публікації роману у журналі «Вітчизна» у письменника виникли якісь погані передчуття. Він напише:
| Почуваю довкола себе зграю літературного вороння (серед них і ті, хто вважався друзями). Не каркають ще, але жадібно вичікують: коли ж буде сигнал? Коли буде команда викльовувати йому очі? |
29 березня 1968 року, коли на пленумі ЦК КПУ, де О. Ватченко привселюдно заявив: «Собор — ідейно порочний, шкідливий і пасквільний твір», Олесь Гончар записав у свій щоденник:
| Ватченко, дніпропетр. юшкоїд №1 (200 кг живої ваги!) мішав із землею "Собор". Обжера, сквернослов, батькопродавець... На нього й не дивую. А П. Ю. [Шелест]! Позавчора сказав мені, що оскільки книжки ще не прочитав, то говорити про неї на Пленумі не буде (сам пообіцяв, я його про таку "милість" не просив!). І... зламав слово. Виступив. Підтримував дніпропетр. обжеру. Отже, слово поняття честі не існує для інших... В залі жадали крові |
«Щоденник» фіксує болісну реакцію письменника на цькування, на моральне ґвалтування людей, яких змушували виступати проти «Собору». Автор у цей час відчував сильний пресинг:
| Вже півроку чи й більше живу під тиском в тисячу атмосфер. ...Від часів Кагановича література не зазнавала таких озлоблених цькувань[26]. |

## Емігрантська критика та літературознавчі оцінки
Однією з найбільш ґрунтовних і об'єктивних рецензій «Собору» вважається стаття Івана Кошелівця «Про „Собор“ Олеся Гончара». На його думку, попри важливу етичну та проблемну складову, роман Гочара не є достатньо сильним, аби естетично перевершити рівень своїх соцреалістичних творів.
Серед недоліків роману, за Кошелівцем, «анекдотично-штучний» спосіб прив'язки минулого до теперішнього, проблеми стилю, політична некоректність новели «Чорне вогнище» про Яворницького.
На думку Кошелівця, історія з радянською рецепцією роману показує, як «відносно слабий роман зробили політичною подією, надали йому позалітературного значення. За цих обставин проблеми стилю, літературної вартости твору стали другорядними». Однак причина слабкості «Собору» не так індтвідуальна, як типова для української радянської прози, яка, за словами критика, схожа на провінційну «сільську царівну», «обвішану брязкальцями й блискітками словесних прикрас» — таку «самобутню», «наче для неї зупинився час»
Цю думку поділя також і Марко Павлишин у статті «„Собор“ Олеся Гончара та „Орлова Балка“ Миколи Руденка: навколишнє середовище як тема й аргумент».
Крім того, існує думка, що «Собор» Гончара є своєрідною відповіддю на роман «Без ґрунту» В. Домонтовича. В центрі обох романів — тема збереження собору. Однак при цьому два знакові «Дніпровські» тексти ніби існують у паралельних реальностях: «Без ґрунту» написаний з позиції людини, що сумнівається і розуміє недоступність повної правди; натомість «Собор» — це світ цільних героїв, де дискутувати можуть хіба ідеалісти і прагматики. І якщо Домонтович пропонує концепцію «безґрунтянства», згідно якої визначальним для людини є культурний бекґраунд, а не національна ідентичність, то Гончар нарікає на «бездуховність», твердячи, що не можна виключати національні елементи в радянській культурі.
На думку Андрія та Тетяни Портнових, роман Гончара «відповідає (…) нормам соцреалізму, серед яких — самопожертва, подолання страждань, керівна роль партії, обов'язковий щасливий фінал», а головний герой правильного соціального походження «виконує суспільно корисне завдання», отримуючи в нагороду щасливе кохання. На думку дослідника і дослідниці, «„Собор“ — текст соціалістичний і соцреалістичний», який «став антирадянським (…) супроти волі автора» (і завдяки поза літературним факторам). Теми, до яких апелює Гончар («козацьке минуле, екологічна свідомість, сталінські репресії»), Андрій та Тетяна Портнові називають «межовими»: на їхню думку, жодна з цих тем «не була відверто антирадянською чи тотально табуйованою, але всі вони знаходились на межі дозволеного».

## Роман «Собор» і література
Багато літературознавців вважають «Собор» етапним для всієї літератури соціалістичного реалізму твором[джерело?].
Після виходу роману у літературному процесі поглиблюється його переорієнтація, що розпочалася на рубежі 1950-их і 1960-их років.
«Собор» Олеся Гончара ставав одним із факторів, які відкривали багатьом письменникам очі на суто людські цінності життя, і як наслідок — починається інтенсивний пошук такої форми, якою можна було б сказати істинну правду про ці цінності.
Це змушувало одних письменників «писати у шухляду» (Валерій Шевчук, Роман Іваничук), інших — вступати у затяжний конфлікт із офіційною критикою (Григір Тютюнник), ще інших — вдатися до іроночно-химерного романтизму («Лебедина зграя» В. Земляка та інші).
Роман вплинув не лише на українську літературу. Литовський поет Юстінас Марцинкявічюс услід за Гончаревим «Собором» пише свій «Собор» — драматичну поему про духовний собор литовської нації[джерело?].
У 1970–1974 року білоруський письменник Іван Шамякін працював над «Атлантами і каріатидами». Цей твір своєю ідеєю переплітається з «Собором» Олеся Гончара[джерело?].
Український поет та літературний критик Євген Сверстюк у 1970 році самвидавом публікує есе «Собор у риштованні» про роман Олеся Гончара. Це есе пізніше фігурувало в кримінальному обвинуваченні у спробі підриву радянської влади, за що автор був засуджений до 7 років таборів.
Український поет-дисидент Іван Коваленко у 1968 році написав статтю «Роман-спокута», присвячену роману «Собор». Ця стаття була розцінена як антирадянська і увійшла до вироку І.Коваленка.

## Видання
Можна виокремити 4 авторські редакції «Собору», які були представлені в наступних виданнях, машинописах та розклейках:
Перша редакція
- Олесь Гончар. Собор // часопис «Вітчизна». № 1 за 1968. стор. 3-244
  - (передрук) Олесь Гончар. Собор. Київ: Дніпро. 1968. 240 стор. (Серія «Романи й повісті»),
  - (передрук) Олесь Гончар. Собор. Київ: Радянський письменник, 1968. 241 стор.
  - Олесь Гончар. Собор [Архівовано 5 листопада 2021 у Wayback Machine.]. Саут Бавнд Брук: коштом Музею Церкви-Пам'ятника в С. Бавнд Брук, Н. Дж., США, 1968. 159 с.

Друга редакція
- Олесь Гончар. Собор. // Олесь Гончар. Твори в 7 томах: Том 7. Київ: Дніпро, 1988. стор. 5-271
  - (передрук) Олесь Гончар. Собор. Київ: Дніпро, 1989. 270 с.[38]
  - (передрук) Олесь Гончар. Собор. Київ: Радянська школа, 1990. 592 с.

Третя редакція
- Олесь Гончар. Тронка. Собор. Передмова: А. Погрібний. Київ: Дніпро, 1992. 688 с.
  - (передрук) Олесь Гончар. Собор. Передмова: І. Бокий. Київ: Веселка, 1992. 286 с.
  - (передрук) Олесь Гончар. Твори в 2 томах: Том 2. Романи. Новели та оповідання. Київ: Наук. думка, 1993. Упоряд. і приміт. С. А. Гальченка; Ред. тому І. О. Дзеверін. 752 с. (Б-ка укр. літ. Укр.новіт. літ.)
  - (розклейка) Гончар О. Розклейка з авторськими поправками / О. Гончар // Відділ рукописних фондів та текстології Інституту літератури імені Тараса Шевченка НАН України).

Четверта редакція
- (машинопис) Гончар О. Машинопис роману «Собор» з авторськими поправками / О. Гончар // Відділ рукописних фондів та текстології Інституту літератури імені Тараса Шевченка НАН України;

## Переклади
- Der Dom von Satschipljanka: Roman [von] Olesj Hontschar. Aus dem Ukrainischen von Elisabeth Kottmeier und Eaghor G. Kostetzky. Hoffmann und Campe, 1970. 407 S.
- Honczar Ołeś. Sobór. Przelozyl z ukrainskiego Kazimierz Truchanovski. Warszawa: Państwowy Instytut Wydawniczy, 1972. 282 s.[39]
- Олесь Гончар. Собор. Перевод с укр. Изида Новосельцева. — Москва, Советский писатель, 1988. 272 с.
- The Cathedral: A Novel. Trans. by Yuri Tkach and Leonid Rudnytzky. St. Sophia Religious Association of Ukrainian Catholics, 1989. Paperback, 308 pages.